# エジプト第19王朝

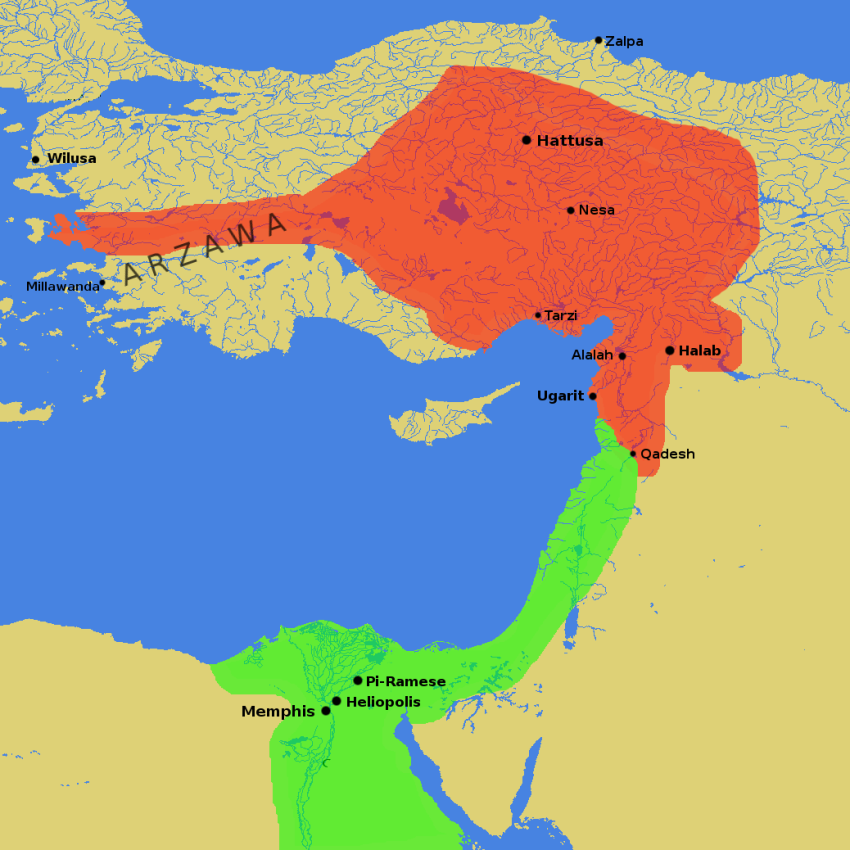
エジプト第19王朝（黄緑）とヒッタイト（赤）の版図

エジプト第19王朝（エジプトだい19おうちょう、紀元前1293年頃 - 紀元前1185年頃）は、新王国時代の古代エジプト王朝。第18王朝時代の繁栄を引き継ぎ、古代エジプト最大のファラオとも言われるラムセス2世を出し、エジプトがオリエント最大の国家の一つとして栄えた時代であった。

## 歴史

### 世襲王家の復活
第19王朝の初代ファラオラムセス1世（前1293年 - 前1291年）は、下エジプト（ナイル川三角州地帯）東部出身の軍人で、第18王朝末期頃には宰相にまで昇り詰めていた。第18王朝末期には王位継承が混乱しており、最後の王ホルエムヘブは妻を介してわずかに王族と血縁を繋いでいるに過ぎなかった。彼には嗣子がいなかったため、宰相であり親しい友人でもあったラムセスがホルエムヘブの後継者に指名されたのであった。こうしてホルエムヘブが死去するとラムセス1世が大過なく王位を継承し、第19王朝が始まった。

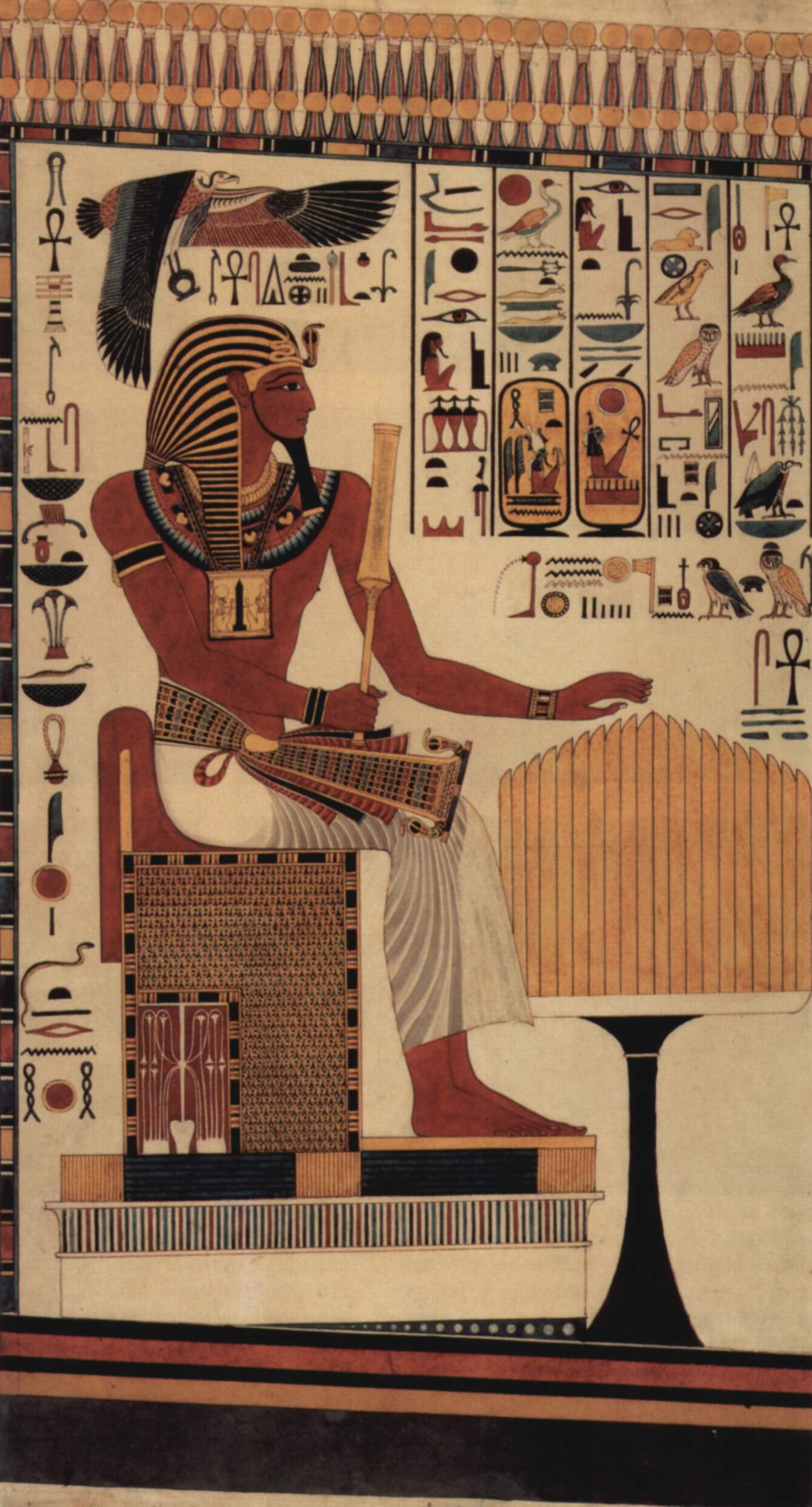
セティ1世王墓に描かれていた壁画に残るセティ1世の姿（復元）

ラムセス1世は即位した時既に老齢であり治世は短かったため、彼について残されている記録はあまり無い。ラムセス1世の死後、息子のセティ1世（前1291年 - 前1278年）が王位を継承した。エジプトにおいて久方ぶりに父子による王位の世襲が行われたのである。セティ1世は父親であるラムセス1世と似通った経歴　―軍人として活躍し宰相へと登る―　を持っていた人物であり、それに相応しくシリア・パレスチナ方面への遠征に熱心であった。とりわけ第18王朝のアメンヘテプ4世（アクエンアテン）時代以来の混乱で失われた北シリアに対する支配権回復が目指された。当時北シリアにはヒッタイトの勢力が伸張していたが、カルナック神殿に残された浮き彫りなどから、彼はヒッタイトに勝利して北シリア方面の支配を回復したらしいことがわかる。しかしこの成功は一時的なもので、ヒッタイトの反撃や現地人の反乱のために結局エジプトは北シリアから撤退した。西方のリビア、南方のヌビアに対する遠征も記録に残されており、セティ1世の時代が長年の政治混乱から脱したエジプトが再び対外膨張を目指した時代であったことがわかる。

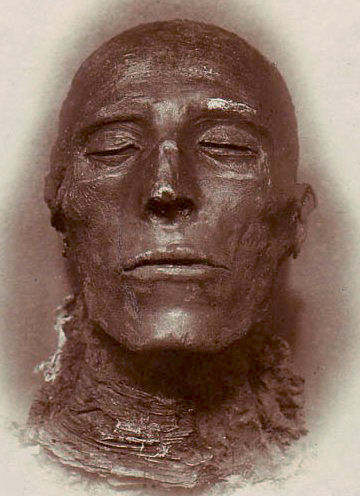
セティ1世のミイラ

セティ1世の時代はまた大規模建築が隆盛したことでも知られる。とりわけテーベ（古代エジプト語：ネウト、現在のルクソール）に残されたカルナック神殿の大列柱室や、アビュドスのオシレイオンが有名である。また彼が領内に建設した神殿の数々が、アメン神のみならずプタハ神やオシリス神、ラー・ホルアクティ神、そしてイシス神などのための物を広範に含んでいることは、第18王朝時代に強大な勢力を誇ったアメン神官団の勢力拡張を抑えるという政策が第19王朝においても継続されていたことを示唆する。

### エジプトとヒッタイトの戦争
セティ1世の息子で、その治世晩年に共同統治者として政治の舞台に登場するのがラムセス2世（前1279年 - 前1212年）である。ラムセス2世には兄がいたが早くに死亡しており、幼い頃より後継者として育てられた。セティ1世の死後王位を継承したラムセス2世は、エジプト史上最大の建築活動を行った王であり、父が中途でやり残したいくつかの神殿の建設を引き継ぎ、また全国土に渡って大規模建築を残している。
ラムセス2世の治世初期は、父王時代と同じく対外遠征が熱心に行われていた。これまでと同様にシリア・パレスチナ方面は最も注意が向けられた地方であった。シリアで勢力を拡張するヒッタイトに対するために、かつてヒクソス（第15王朝）が拠点を置いた下エジプト東部の都市アヴァリスを元に、ペル・ラムセス（ラムセス市）を建設し、アジア方面への遠征のための軍事拠点とした。そして数次にわたるアジア遠征を行い、シリア地方に対する支配権回復を目指した。
取り分け有名なのが第2回のアジア遠征である。当時エジプトとヒッタイトの勢力争いの最前線となっていたのが北シリアのアムル王国であった。セティ1世の時代の一時的な征服の後、結局アムル王国は再びヒッタイトの支配下に入ってしまっていた。しかしアムル王ベンテシナはヒッタイトの支配を快くは思っておらず、ラムセス2世が海沿いにシリア地方へ2万あまりの軍を率いて進軍すると、公然とヒッタイトに反抗しはじめた。ラムセス2世としてはベンテシナの反ヒッタイト活動を支援することで北シリアの支配権を回復することができると踏んでいた。
当時のヒッタイト王ムワタリ2世は、反逆者ベンテシナを打倒しエジプトの北シリアに対する要求を跳ね除けるため、ヒッタイトの宗主権下にあった北シリアの諸王国、ハラブ（アレッポ）、ウガリト、カデシュなどの兵力を動員してエジプト軍を迎撃すべくカデシュに展開した。ラムセス2世はヒッタイト側が行った情報操作の罠に陥り、進軍した先で敵軍に包囲されたものの彼自身の勇敢さとエジプト軍の奮戦のために敗北を免れた。（カデシュの戦い）
この戦いをエジプト側の記録は大勝利と記すが、実際には戦場においては痛み分けという程度の戦果であり、領土的には北シリアをヒッタイトに抑えられたままで、その奪回はならなかった。戦後間もなくエジプト側についたアムル王ベンテシナが廃されている。
この後もラムセス2世はアジア遠征を繰り返したが、大勢は変わらず北シリアに対する支配権回復は終に達成されることがなかった。最終的にラムセス2世の治世第21年にエジプトとヒッタイトの間には平和同盟条約が結ばれて、エジプトとヒッタイトの長きに渡る戦争に終止符が打たれた。これは条文が残る平和条約としては世界最古の条約である。この条約によってエジプト王ラムセス2世と、ヒッタイト王ハットゥシリ3世は領土不可侵、相互軍事援助、政治亡命者の引渡しを約し、ハットゥシリ3世の娘がラムセス2世の後宮に輿入れした。
この和平の背景にあったのが、ヒッタイトの東方で勢力を増すアッシリアの存在であった。アッシリアは前15世紀にはミタンニの覇権の下にあったが、前14世紀のアッシュール・ウバリト1世の時代にはエジプト第18王朝に対し対等の立場を主張するような外交書簡を送るほど勢力を拡張し、この時代の王アダド・ニラリ1世やシャルマネセル1世は旧ミタンニ領を併呑し、ヒッタイトと敵対するようになっていたのであった。

### エジプト最大の建築家

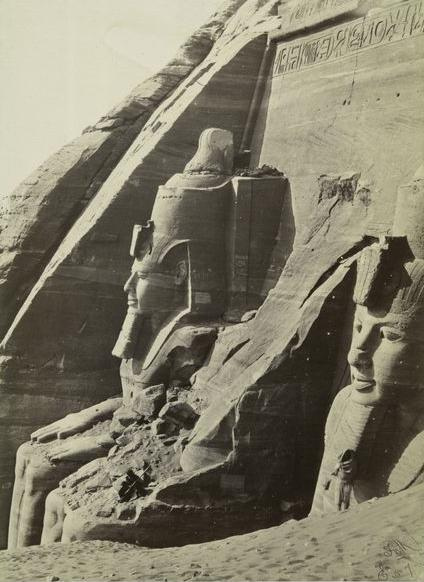
アブ・シンベル大神殿を飾るラムセス2世の巨像。この神殿はアスワン・ハイ・ダムの建設によってナセル湖の湖底に沈むはずであったが、ユネスコによって現在の位置へ移築された。

前述したように、ラムセス2世はエジプト王の中でも最も大規模に建設活動を行った王である。しかも、自らが建設した建造物のみならず、既存の建造物にも次々と自分の名を刻ませたため、現在エジプトに残るほとんどの建造物にラムセス2世（ウセルマートラー）の名が残されている。
彼の手になる建造物として代表的なものに、まず父王であったセティ1世のものを引き継いで完成させたアビュドスのセティ1世葬祭殿があり、その葬祭殿の北側に自分の神殿を建設した。テーベでは、ラムセス2世自身のための巨大な葬祭殿（ラメセウム）を建て、アメンヘテプ3世が着工した大柱廊の完成を見ると、その前面に大きな中庭を付け加え、二本のオベリスクとラムセス2世の巨像6体を並べた。またヌビア全域に数々の神殿を残している。代表的なものとしてはベイト・アル＝ワリ、ゲルフ・フセイン、ワディ・エル＝セブア、デールなどのものがあげられるが、特筆すべきはアブ・シンベルに建造された大神殿（アブ・シンベル大神殿）である。これは岩壁を掘削して造られた建造物としては世界最大のもので、神殿入り口には4体の座像が立てられ、いずれも高さ20メートル以上の大きさを持っている。この大神殿は春分と秋分の日に、入り口から入った太陽光線が神殿奥の4体の神像のうち3体を照らすように設計されていることで知られる。王家の谷に造られた彼の王墓はまた、歴代の王墓の中でも最大の面積を持つ。

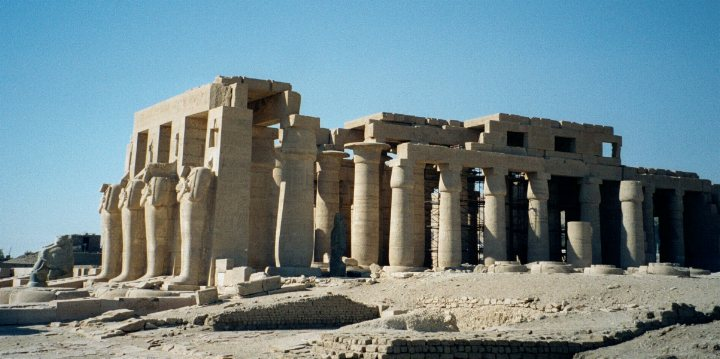
ラメセウムの遺跡。

下エジプトにも数多くの建設を残したことが記録からわかっているが、この地方に残された建造物の多くはナイル川の流れや、後世の破壊によって失われてしまっており、遺構の多くが近現代の建造物の下に埋まっている。ラムセス2世時代にはまた、古い記念建造物の修繕も行われた。特に賢者の誉れ高かったラムセス2世の4番目の王子カエムウアセトは、ギザのピラミッドの修復や、スフィンクスにたまっていた砂の除去などを行い、「エジプト最初の考古学者」とも呼ばれている。

### 「イスラエル」と「海の民」
新王国時代の最盛期ともいえるラムセス2世の治世は、実に67年間に及んだ。死去したときには92歳になっていたといわれている。このため彼の王子の中には先に死んでいる者も多かった。前述のカエムウワセトも将来を嘱望された人材であったが父に先立ち死亡している。結局13番目の王子であったメルエンプタハ（前1212年 - 前1202年）が王位を継承したが、彼も即位したときには既に老齢であった。
メルエンプタハの治世当初は概ね平穏であり、ヒッタイトとの同盟関係を軸に国際環境も安定していた。しかし、彼が治世第5年目に行った二度の戦争は極めて重要な歴史的意義を持つものである。治世第5年にシリア地方で反乱が起きたため、メルエンプタハはこの地へ遠征した。反乱自体は程なく鎮圧されたため目立つ戦争ではないが、この時の戦勝記念碑（イスラエル石碑）にイスラエルの名が登場することから、旧約聖書出エジプト記との関連で非常に重要視されている。これは古代エジプトのあらゆる記録の中で、イスラエルに言及する唯一の記録であると同時に、イスラエル、或いはヘブライ人に言及する初めての確実な聖書外史料でもある。
イスラエルは荒廃し、その種はもはや無い。パレスチナはエジプトのための寡婦となった。
もう一つの戦争は、リビア人と「海の民」が首長メリウイに率いられて下エジプト西部に侵入してきたために行われた。これが最初の「海の民」に関連する歴史記録である。「海の民」は多数の民族からなる混成集団で、以後1世紀あまりの間に東地中海世界を席巻し多くの王国を崩壊させることになる。ただし、この時の戦いではメルエンプタハはリビア人と「海の民」の連合軍を撃退することができた（ペルイレルの戦い、Battle of Perire）。

### 王朝の黄昏
メルエンプタハが死ぬと第19王朝の王位をめぐって混乱が起きた。メルエンプタハは後継者として王子セティ・メルエンプタハを指名しており、治世終盤には共同統治を行っていた。ところが、メルエンプタハが死去した後に王位を継承したのはアメンメセス（アメンメスとも。前1202年 - 前1199年）という人物であった。アメンメセスはセティ・メルエンプタハの異母弟であると言われているが、どのような経緯で即位したのか詳らかではない。一説にはメルエンプタハ王が死去した時、セティ・メルエンプタハが運悪く首都を留守にしており、その機会を捉えてアメンメセスが王位を簒奪したとも言われる。
アメンメセスについては記録がほとんどなく、職人長からの苦情に答えて宰相アメンメスを罷免したというパピルスの記録と、王家の谷に王墓を造ったということ以外ほとんど何も知られていない。間もなく彼は地位を失い、セティ2世（前1199年 - 前1193年）が王位を獲た。彼こそはアメンメセスによって地位を奪われたセティ・メルエンプタハであるとも言われているが、確実なことはわからない。しかし彼がアメンメセスと敵対関係にあったことは、即位した後に記念物に刻まれたアメンメスの名に自分の名を上書きしていることからわかる。
セティ2世の統治も比較的短期間で終わった。彼の後継者とされた人物もセティ・メルエンプタハという名の王子であったが、彼は父王より先に死去してしまったため、弟のシプタハ（前1193年 - 前1187年）が即位した。しかし、彼は幼い王であって傀儡に過ぎず、さらに幼児ポリオの後遺症で足が曲がっており、歩行もままならない王であったため、実権を握ったのはセティ2世の正妃タウセルトと宰相バイであった。そしてシプタハが治世6年で死去すると、タウセルト（前1187年 - 前1185年）が女王として即位した。タウセルトは先王朝の絶大な女王、ハトシェプストに倣い、女性として国の頂点に君臨したものの、即位時に既に老齢だった彼女は、自身の野望を叶える事なく死去した。これらアメンメセスからタウセルトにいたる4人の短命王については、王家の谷に墓を造営したこと以外ほとんど情報が得られず、内政が混乱していたことが窺われる。

### 第20王朝
タウセルトの後、数ヶ月の空位期間があり、その後第20王朝の王位にセトナクトという人物が就いた。彼がどのような人物であり、如何なる経緯を経て王座を得たのか全くわかっていない。ともかくもセトナクト以後は第20王朝に分類されている。第19王朝の王統は混乱のうちに途絶えたのであった。

## 歴代王
歴代王名は原則として「即位名（上下エジプト王名）・誕生名（ラーの子名）」の順番によって記録するが、イコール記号で結ばれた名前はすべて即位名である。在位年は参考文献『ファラオ歴代誌』の記述に基づくが、年代決定法の誤差その他から異説が多いことに注意されたい。
- メンペフティラー・ラムセス1世（前1293年 - 前1291年）
- メンマートラー・セティ1世（前1291年 - 前1278年）
- ウセルマートラー＝セテプエンラー・ラムセス2世（前1279年 - 前1212年）
- バーエンラー＝メリネチェル・メルエンプタハ（前1212年 - 前1202年）
- メンマートラー＝セテプエンラー・アメンメス（前1202年 - 前1199年）
- ウセルケペルウラー＝セテプエンラー・セティ2世（前1199年 - 前1193年）
- セカエンラー＝セテプエンラー・ラムセス・サプタハ（前1193年 - 前1187年）
  - （治世第1年 - 第3年の間に、アクエンラー＝セテプエンラー・メルエンプタハ・シプタハに変更）
- サトラー＝メリトアメン・タウセルト（前1187年 - 前1185年）